# شهرستان بوربن (کنتاکی)
شهرستان بوربن، کنتاکی (به انگلیسی: Bourbon County, Kentucky) یک سکونتگاه مسکونی در ایالات متحده آمریکا است که در کنتاکی واقع شده‌است.